# Fundação Educacional Araçatuba
A Fundação Educacional Araçatuba é uma fundação municipal criada pela Lei Municipal nº 1.306/67  de Araçatuba e reconhecida de utilidade pública municipal pela Lei nº 1.547/71 , para atender à demanda social existente na cidade de Araçatuba, noroeste do Estado de São Paulo. Porém apesar de sua fundação ser em 1967 e ter sido reconhecida como de utilidade publica em 1971, seu primeiro curso foi iniciado em 1989 com Ciências Econômicas com 95 alunos e uma grade curricular extensa, com duração de cinco anos.
Atualmente possui cursos de graduação nas áreas humanas, exatas e biológicas, e cursos de pós-graduação Lato sensu, localizados em dois campi na cidade de Araçatuba.

## Histórico
- 1967: Foi criada pela Lei Municipal 1306/67
- 1972: Criou-se convênio com a UNESP para a criação de um curso técnico anual em Prótese Dentária
- 1989: FAC-FEA começa a funcionar com o curso noturno de Ciências Econômicas começa a funcionar
- 1999: Curso noturno Administração com Habilitação em Comércio Exterior começa a funcionar
- 2000: Curso noturno de Administração em Gestão de Negócios Públicos e Privados começa a funcionar
- 2000: Curso noturno de Turismo começa a funcionar
- 2001: Curso noturno de Pedagogia começa a funcionar
- 2002: Curso diurno de Psicologia começa a funcionar
- 2005: Curso de Psicologia passa a funcionar diurno e noturno

## Graduação
- Administração
- Pedagogia
- Psicologia
- Ciências Econômicas
- Ciências Biológicas
- Matemática

## Federalização
No começo de 2013, começou um processo para federalizar a faculdade, na camara de vereadores de Araçatuba, a proposta, apresentada pela vereadora Beatriz Soares Nogueira (PT). A comissão foi aprovada no dia 2 de Setembro de 2013 pelo plenário.